# Gruppe Volkszorn

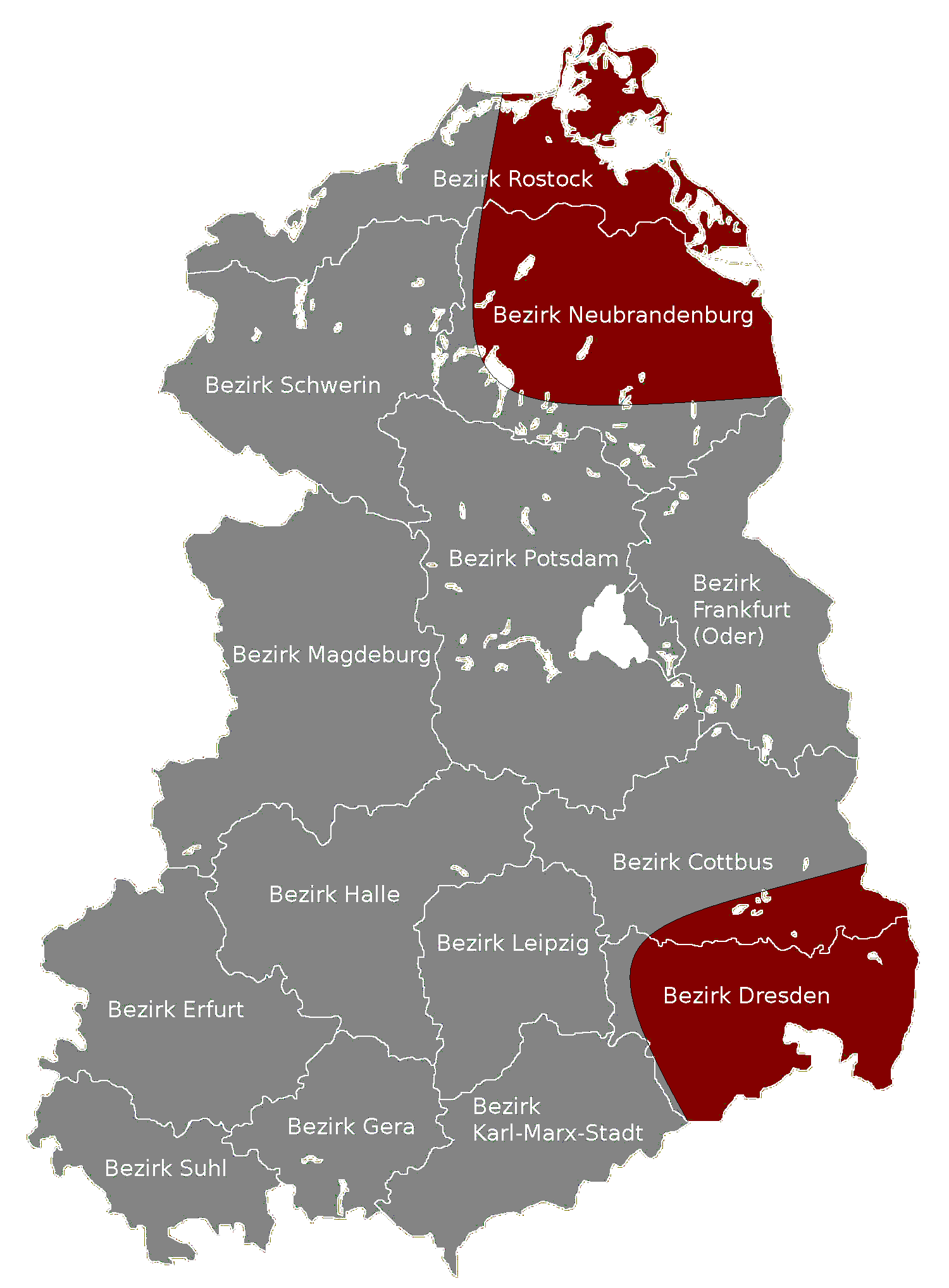
Gebiete ohne Empfang von Westfernsehen

Gruppe Volkszorn war der pseudonyme Absender zweier Drohbriefe an den Staatsrat der DDR und das Fernsehen der DDR mit der Forderung, Westrundfunk und Westfernsehen im so genannten „Tal der Ahnungslosen“ (Bezirk Dresden) zu ermöglichen.

## Vorgeschichte
Das Fernsehen der DDR mit seinen Sendern DDR 1 und DDR 2 war wenig beliebt in der Bevölkerung. Die Nachrichtensendung Aktuelle Kamera soll eine Einschaltquote von 1 % gehabt haben.
Westfernsehen war im Großraum Dresden, aber auch in anderen Teilen der DDR (z. B. Bautzen, Stralsund) nicht möglich. Zumeist lag dies an den geographischen Gegebenheiten vor Ort oder der mangelnden Sendeleistung. Der Empfang war zumeist nur mit hohem technischem Aufwand möglich, Antennen waren teilweise über 20 m hoch, um westliche Programme empfangen zu können. In der Frühphase der DDR führte die Jugendorganisation Freie Deutsche Jugend (FDJ) die sog. Aktion Ochsenkopf durch, um die „illegalen“ Antennen zu zerstören oder zumindest so zu drehen, dass ein Empfang unmöglich wurde. Einige DDR-Bürger montierten ihre Antennen daher jeden Abend im Schutz der Dunkelheit, um unbehelligt zu bleiben.
Während Ende der 1980er Jahre die Westmedien DDR-weit genutzt wurden, sich „Antennengemeinschaften“ gebildet hatten, die durch Privatpersonen finanzierte Antennenanlage aufstellten, später vereinzelt auch Satellitenschüsseln montierten, um auch private Programme empfangen zu können und terrestrisch empfangbare Westprogramme mitunter direkt in die Gemeinschaftsanlagen von Neubaugebieten eingespeist wurden, beobachtete das DDR-Regime entsprechende Entwicklungen im Bezirk Dresden mit Argwohn.

## Gruppe Volkszorn
Am 18. Juli 1984 erhielt die Bezirksverwaltung für Staatssicherheit in Dresden vom stellvertretenden Stasichef in Berlin, Gerhard Neiber, die Order, die Abteilung XXII („Terrorabwehr“) mit einem von der Abteilung M (Postkontrolle) beschlagnahmten Drohbrief zu beschäftigen, der auf den 9. Juli 1984 datiert und an den Staatsrat der DDR adressiert war. Die Adresse und der Absender des Briefes waren mit einer Schriftschablone geschrieben und der Brieftext bestand aus ausgeschnittenen und aneinandergeklebten Zeitungsüberschriften und -meldungen mit der Forderung, das Rundfunk- und Westfernsehprogramm im Raum Dresden binnen vier Monaten zu ermöglichen. Ansonsten werde es einen Sprengstoffanschlag auf den Fernsehturm Dresden geben. Die Ermittlungen der Abteilung XXII verliefen im Sande und der angedrohte Sprengtermin verstrich.
Am 13. November 1984 erhielt auch das Fernsehen der DDR einen mit derselben Schriftschablone verfassten Drohbrief mit dem Wortlaut:

„Letzte Warnung. WIR FORDERTEN IM JUNI VOM STAATSRAT 3 WESTPROGRAMME. FRIST IST UM. WIR ERWEITERN DIE OBJEKTELISTE AUF INTERSHOP, LENINDENKMAL, HOTEL BELEVUE, POSTÄMTER USW. BIS 20.12.84. SPRENGEN IST LEICHT, DENN TECHNIK IST EMPFINDLICH, WIE IHR. GRUPPE VOLKSZORN.“

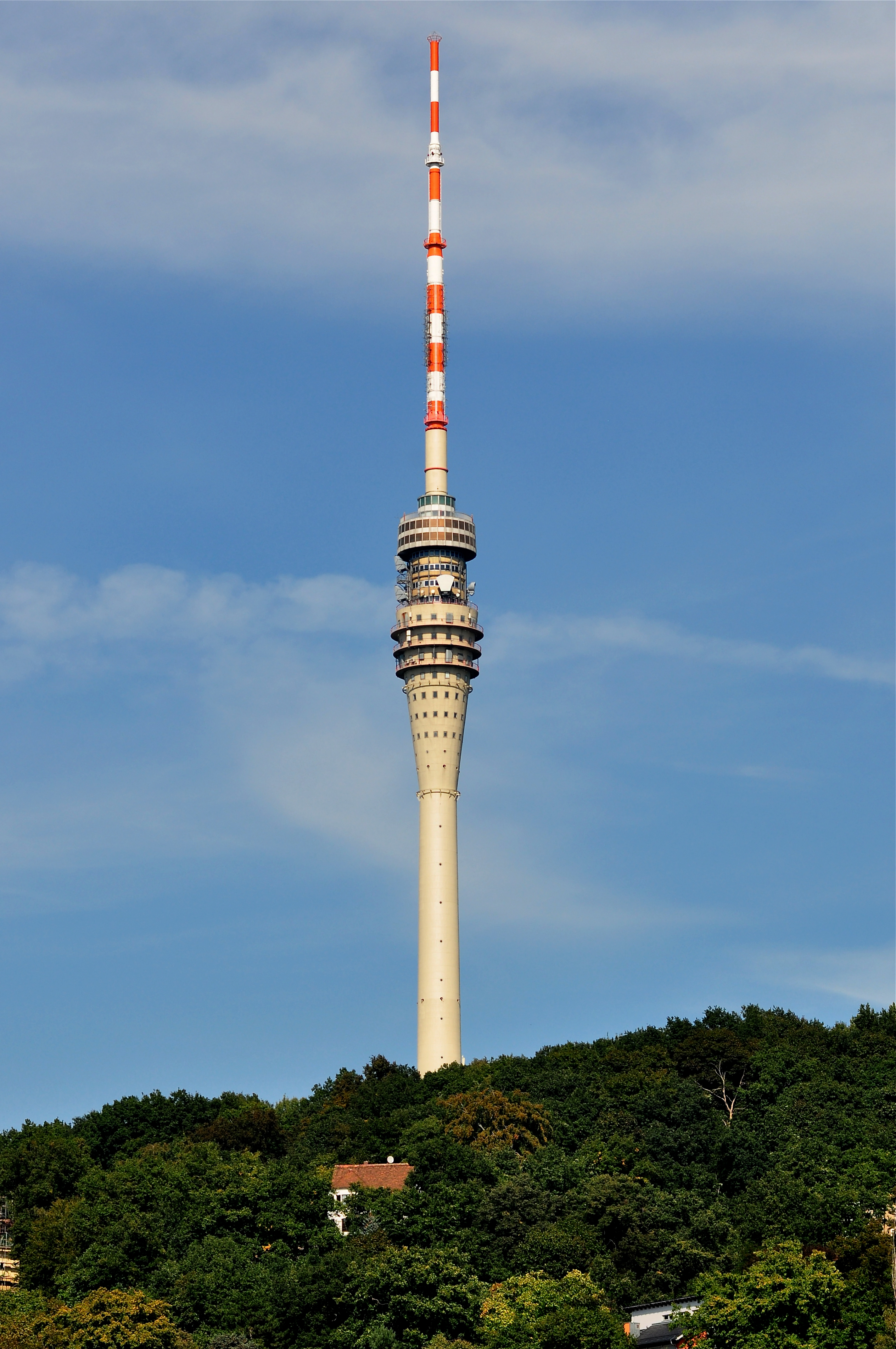
Fernsehturm Dresden
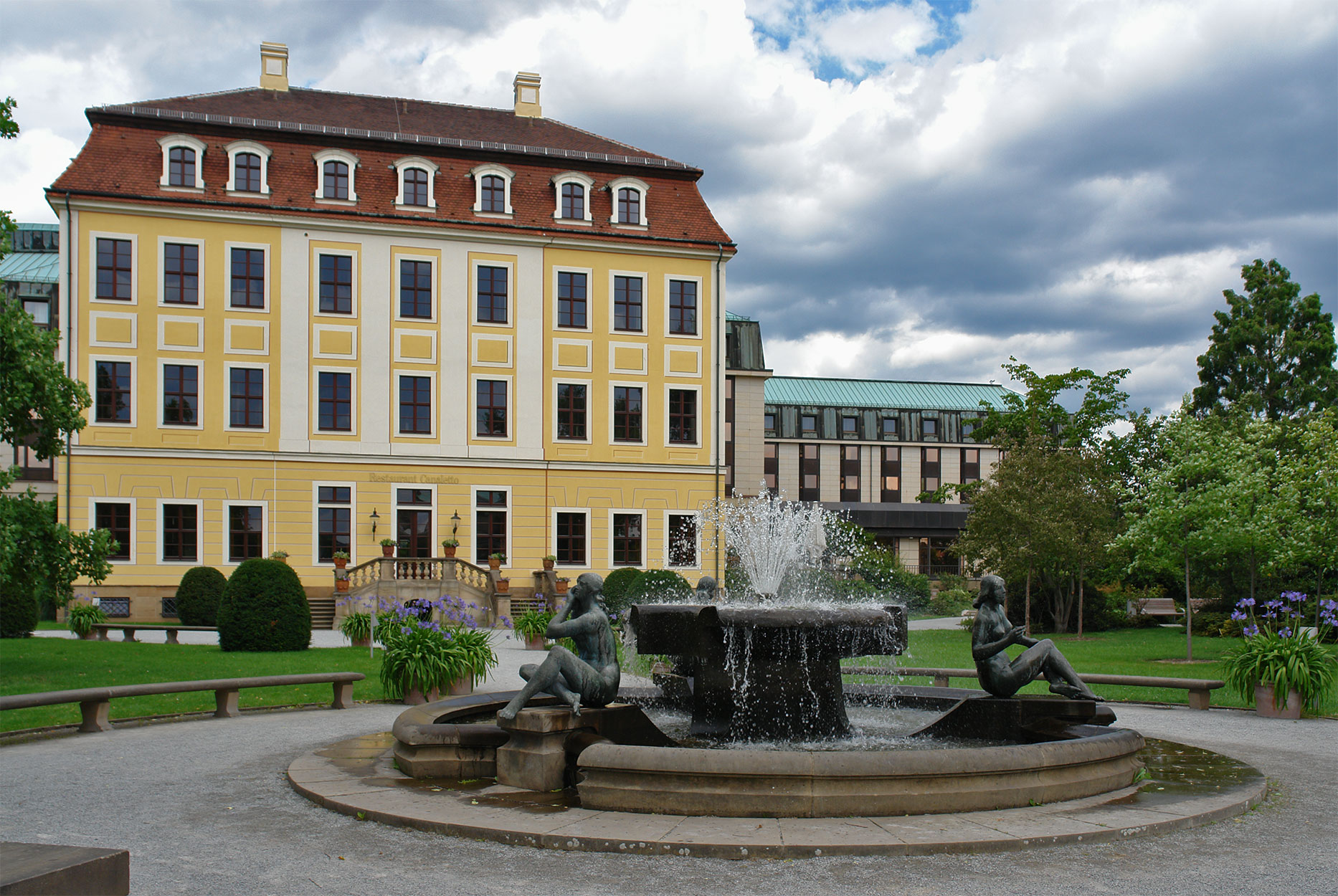
Hotel Bellevue
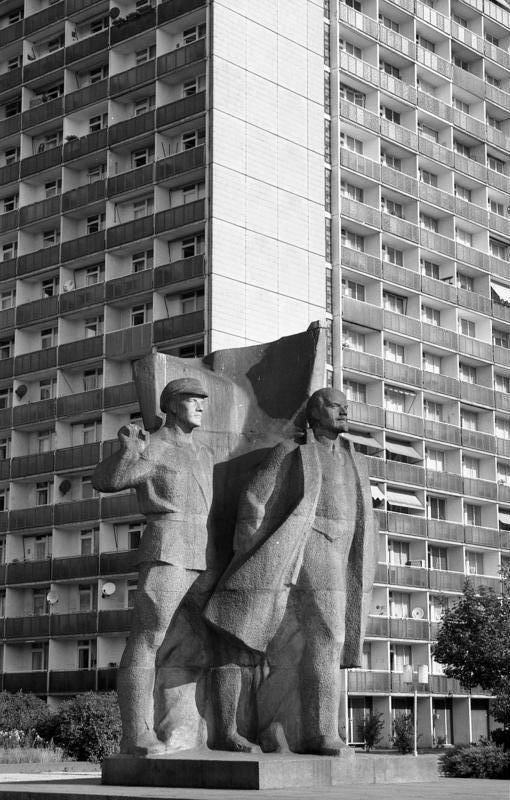
Lenindenkmal am Wiener Platz

## Ermittlungen der Stasi
Die Stasi überprüfte 1800 Personen ohne Erfolg. Die Akte „Turm“ wuchs auf zehn Bände à 3000 Seiten an. Die Schreiber der Drohbriefe wurden nie ermittelt. Nach drei Jahren wurden die fruchtlos gebliebenen Ermittlungen am 25. September 1987 eingestellt und das Aktenkonvolut zum OV Turm archiviert.